# Ephebopus rufescens
Espèce
Ephebopus rufescens est une espèce d'araignées mygalomorphes de la famille des Theraphosidae.

## Distribution
Cette espèce se rencontre en Guyane et au Brésil en Amazonas,.

## Description

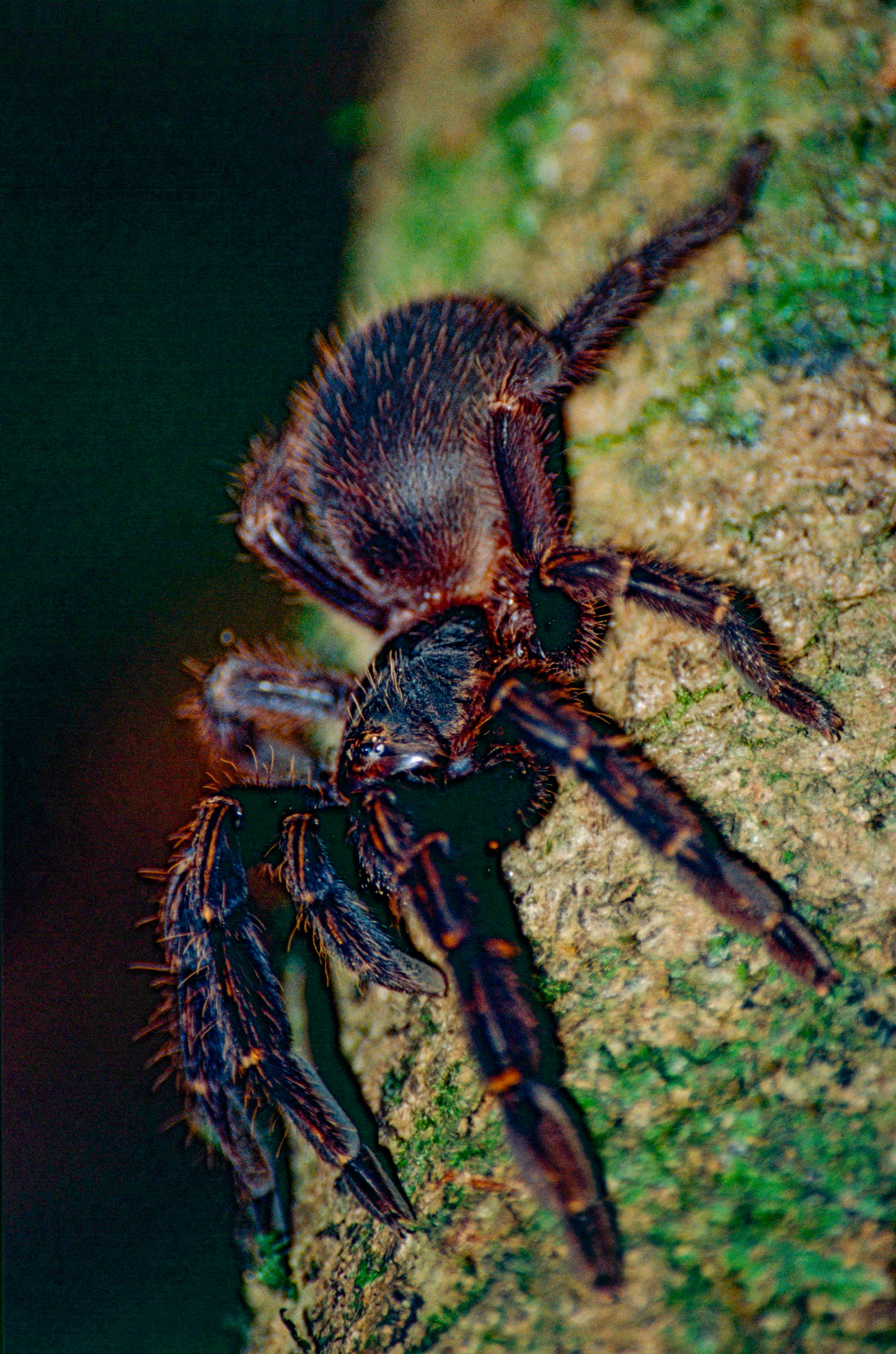
Ephebopus rufescens

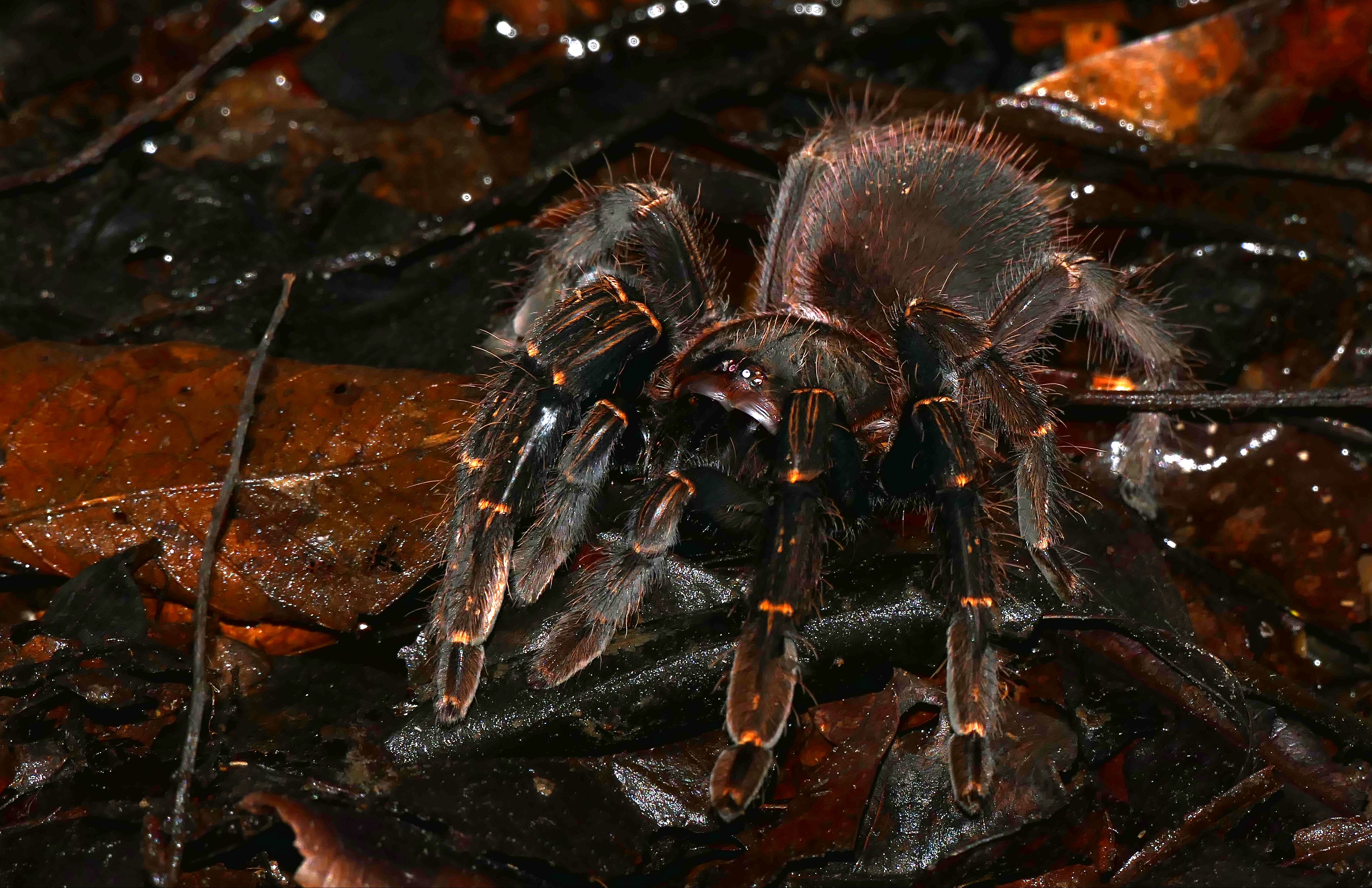
Ephebopus rufescens

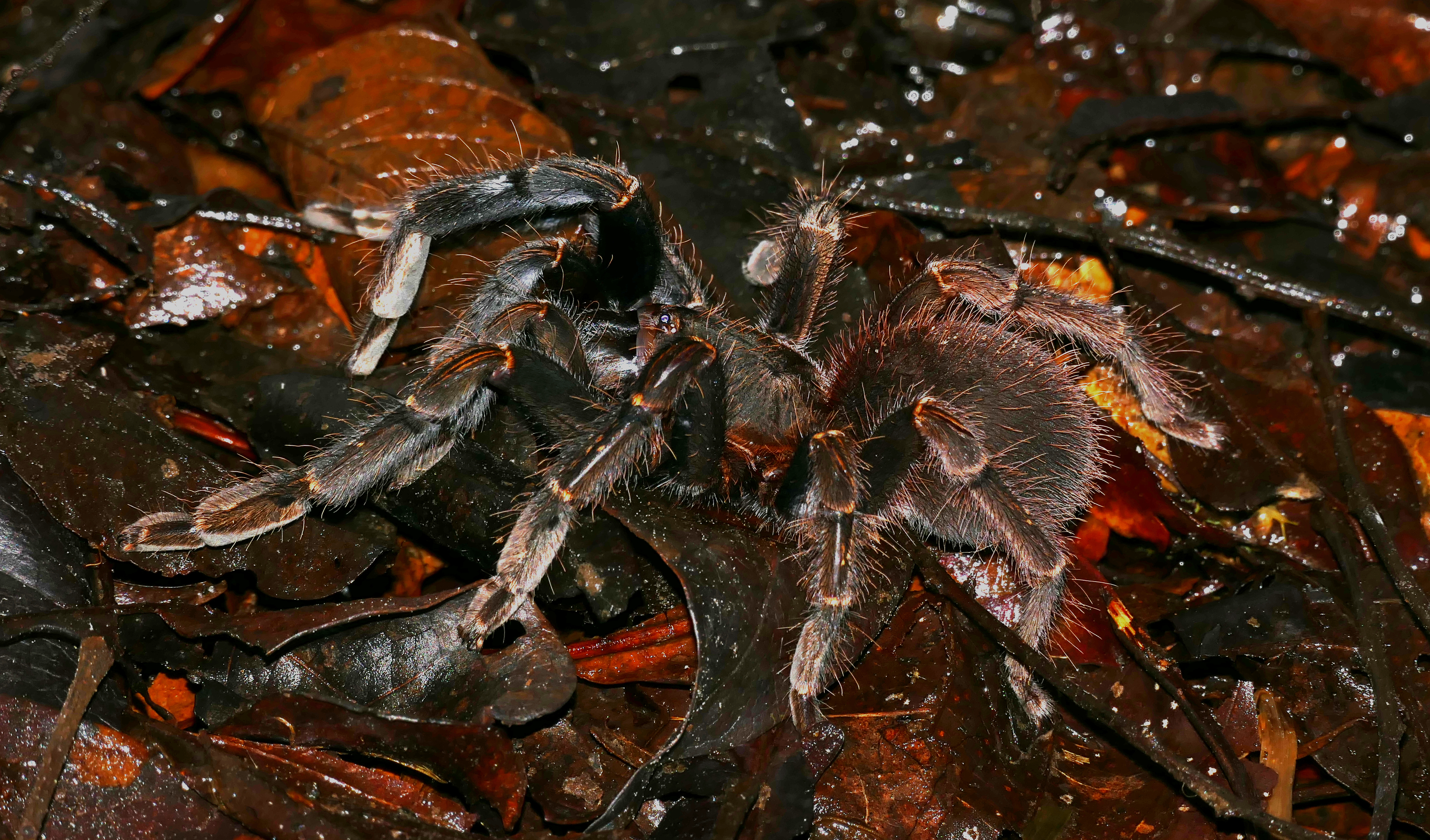
Ephebopus rufescens

Le mâle holotype mesure 35,75 mm et la femelle paratype 46,17 mm.

## Publication originale
- West & Marshall, 2000 : Description of two new species of Ephebopus Simon, 1892 (Araneae, Theraphosidae, Aviculariinae). Arthropoda, vol. 8, no 2, p. 6-14.